# Saint-Julien-sur-Bibost
Saint-Julien-sur-Bibost ist eine französische Gemeinde mit 605 Einwohnern (Stand: 1. Januar 2022) im Département Rhône in der Region Auvergne-Rhône-Alpes. Sie gehört zum Arrondissement Villefranche-sur-Saône und zum Kanton L’Arbresle. 

## Geographie
Saint-Julien-sur-Bibost liegt etwa 24 Kilometer westnordwestlich von Lyon in der Landschaft Beaujolais in den Monts du Lyonnais. Durch die Gemeinde fließt der Fluss Conan, ein Nebenfluss der Brévenne.

### Nachbargemeinden
Umgeben wird Saint-Julien-sur-Bibost von den Nachbargemeinden Ancy im Norden, Savigny im Osten und Nordosten, Bibost im Osten, Bessenay im Süden und Südosten, Brullioles im Süden sowie Montrottier im Westen.

## Bevölkerungsentwicklung
| Jahr                       | 1962 | 1968 | 1975 | 1982 | 1990 | 1999 | 2006 | 2012 |
| Einwohner                  | 444  | 430  | 358  | 361  | 404  | 507  | 527  | 556  |
| Quellen: Cassini und INSEE |      |      |      |      |      |      |      |      |

## Sehenswürdigkeiten
- Die Kirche stammt aus dem 17. Jahrhundert und wurde 1998 restauriert. Sie enthält unter anderem eine Jungfrau-mit-Kind-Statue aus vergoldetem Holz und ein Reliquiar, beide werden im Denkmalverzeichnis aufgeführt. Außerdem verfügt sie über ein Carillon mit sieben Glocken.[1]
- Im Dorfzentrum stehen verteilt zehn Kreuze im gotischen Stil (15. bis 19. Jahrhundert).[1]

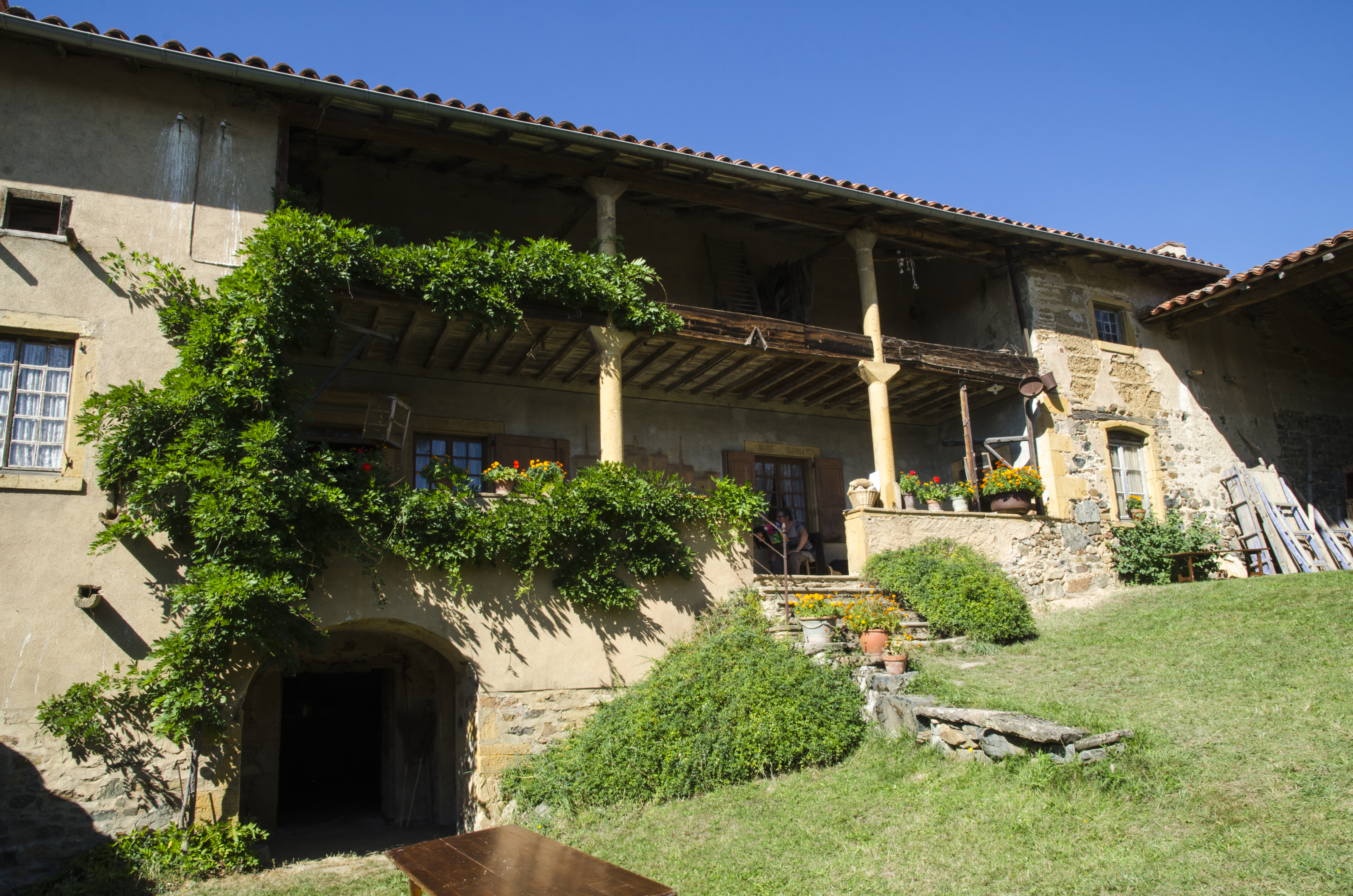
Gutshof Reverdy

- Gutshof Reverdy